# آدم ووكر
آدم ووكر (بالإنجليزية: Adam Walker) (22 يناير 1991 المملكة المتحدة - ) هو لاعب كرة قدم بريطاني يلعب كلاعب وسط.

## روابط خارجية
- آدم ووكر على موقع قاعدة بيانات كرة القدم.إي يو (الإنجليزية)
- آدم ووكر على موقع Soccerbase.com (لاعب) (الإنجليزية)
- آدم ووكر على موقع Soccerway.com (الإنجليزية)